# Defence Imagery and Geospatial Organisation
Australian Geospatial-Intelligence Organisation (AGO)  w okresie 1982-2013 zwana Defence Imagery and Geospatial Organisation (DIGO) – australijska wojskowa służba specjalna zajmująca się pozyskiwaniem i analizą zdjęć szpiegowskich (IMINT, GEOINT).
Powstała w listopadzie 2000 roku z połączenia istniejących wcześniej niezależnie organizacji zbierających zdjęcia oraz przetwarzających je. AGO pozyskuje zdjęcia z dwóch głównych źródeł. Pierwszym są loty zwiadowcze wykonywane przez australijskie lotnictwo przy pomocy samolotów załogowych i bezzałogowych. Drugie źródło stanowią satelity szpiegowskie, przy czym Australia nie posiada własnych urządzeń tego typu, dlatego zdana jest tu na bardzo bliską współpracę ze Stanami Zjednoczonymi Ameryki.
Siedzibą AGO jest Canberra. Służba zatrudnia ok. 200 osób – zarówno żołnierzy służby czynnej, jak i pracowników cywilnych.